# 栅氧化层

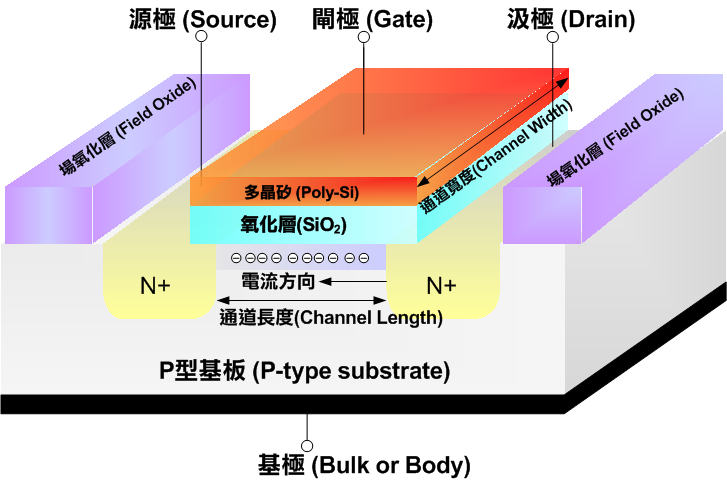
CMOS的截面图

栅氧化层（英語：gate oxide），是用来把CMOS栅极与下方源极、漏极以及源漏极间导电沟道隔离开来的氧化介质层（如右图）。通过将沟道上方的硅氧化为二氧化硅，栅氧化层得以形成，其厚度大约为5到200纳米，这层物质为绝缘体。栅氧化层上方为导电的栅极材料。栅氧化层充当了介质层，使得栅极能够维持1到5毫伏每立方米的纵向电场，这个电场可以用来控制下方沟道的导通和关断。